# 布里斯托爾 (印地安納州)
布里斯托爾（英語：Bristol）是一個位於美國印地安納州埃爾克哈特縣的城鎮。

## 人口
根據2010年美國人口普查的數據，布里斯托爾的面積為10.75平方千米，當中陸地面積為10.41平方千米，而水域面積為0.34平方千米。當地共有人口1602人，而人口密度為每平方千米149人。